# Transwede
Transwede (uttal: [træn'swi:d]) var namnet på två svenska flygbolag. Det ena verkade 1985–99, det andra bolaget 2005–10. Båda bolagen hade kopplingar till Braathens. Dagens TUIfly Nordic och Malmö Aviation innehåller verksamheter som tagits över från något eller båda bolagen.

## Historik

### Första bolaget
Transwede bildades av Thomas Johansson 1985. Det flög chartertrafik för Fritidsresor fram till 1998, då denna verksamheten bytte namn till Blue Scandinavia, senare Britannia – dagens (2014) TUIfly Nordic.
Bolaget bedrev även reguljärflyg. I samband med avregleringen av det svenska flyget 1992 etablerade man flyglinjer till Luleå och Umeå, senare även Halmstad, Sundsvall, Gällivare och Jönköping. Man trafikerade även Malmö men fick lägga ner denna efter hårdnande konkurrens från SAS och Malmö Aviation. Verksamheten slogs senare ihop med Malmö Aviation, samtidigt som bolaget köptes av Per G. Braathen. Bolaget bytte namn till Braathens Malmö Aviation. Allt som fanns kvar av Transwede såldes eller lades ned, och Malmö Aviation återgick efter en tid till sin ursprungliga konstellation. Transwedes tekniska avdelning såldes till FFV Aviocomp, från 1997 Celsius Aviocomp, som sedan lades ner 1999.

### Andra bolaget
År 2005 startades Transwede på nytt av Per G. Braathen som också äger Malmö Aviation. SE-DJP trafikerade linjen Arlanda-London City Airport (LCY) för SAS när Transwedes linjetrafik startades. SE-DJZ flög för Air One mellan London City och Milano. SAS Norge hyrde SE-DJP och SE-DJY. Transwede var ett systerbolag till Malmö Aviation och ingick i Braathens Aviation. Transwedes AOC lades ner till årsskiftet 2010. Tre stycken RJ70 återlämnades till sina ägare. SE-DJN, SE-DJO AvroRJ85 och SE-DJP AvroRJ70 är överförda och flyger i Malmö Aviations AOC.

## Flygplanen

### Första bolaget
- 5 st Caravelle varav en havererade på Arlanda under start 1987-01-06. Inga omkomna.
- 7 st Boeing 737 varav 3 st series 200 och 4 st series 300. En av dessa leasad från Transavia.
- 2 st Boeing 757 series 200
- 10 st Fokker 100 series 0100
- 10 st MD-83
- 1 st MD-82 leasad från Martinair Holland
- 2 st MD-87

### Andra bolaget
- 2 st Avro RJ 85, därefter till Malmö Aviation
- 4 st Avro RJ 70, varav 2 st därefter till Malmö Aviation och 2 parkerades